# La Discorde
La Discorde est la vingtième fable du livre VI de Jean de La Fontaine situé dans le premier recueil des Fables de La Fontaine, édité pour la première fois en 1668.
La déesse Discorde ayant brouillé les Dieux,

Et fait un grand procès là-haut pour une pomme, 

            On la fit déloger des Cieux.

            Chez l'Animal qu'on appelle Homme

            On la reçut à bras ouverts,

            Elle et Que-si-Que-non , son frère,

            Avecque Tien-et-Mien , son père.

Elle nous fit l'honneur en ce bas univers

            De préférer notre hémisphère

A celui des mortels qui nous sont opposés ,

            Gens grossiers, peu civilisés,

Et qui, se mariant sans prêtre et sans notaire,

            De la Discorde n'ont que faire.

Pour la faire trouver aux lieux où le besoin

            Demandait qu'elle fût présente,

            La Renommée avait le soin

        De l'avertir; et l'autre, diligente,

Courait vite aux débats et prévenait la paix,

Faisait d'une étincelle un feu long à s'éteindre.

La Renommée enfin commença de se plaindre

            Que l'on ne lui trouvait jamais

            De demeure fixe et certaine;

Bien souvent l'on perdait à la chercher sa peine.

Il fallait donc qu'elle eût un séjour affecté,

Un séjour d'où l'on pût en toutes les familles

            L'envoyer à jour arrêté.

Comme il n'était alors aucun couvent de filles,

            On y trouva difficulté.

            L'auberge enfin de l'Hyménée

            Lui fut pour maison assignée.
— Jean de La Fontaine, Fables de La Fontaine, La Discorde